# دانیل پانابیکر
دانیل پانابیکر
دنیل پانابیکر (انگلیسی: Danielle Panabaker؛ زاده ۱۹ سپتامبر ۱۹۸۷) یک هنرپیشه اهل ایالات متحده آمریکا است. وی از سال ۲۰۰۲ میلادی تاکنون مشغول فعالیت بوده‌است؛ از فعالیت‌های او می‌توان به ایفای نقش کیلر فراست در سریال فلش، نقش جوی در فیلم کریسمس جوی اشاره کرد.
او در سال ۲۰۱۷ با هایز رابینز ازدواج کرد.

## فیلم شناسی

### فیلم‌ها
| سال  | نام             | نقش بازیگر   |
| ---- | --------------- | ------------ |
| ۲۰۰۵ | اسکای‌های        | لیلا ویلیامز |
| ۲۰۰۷ | آقای بروکس      | جین بروکس    |
| ۲۰۰۹ | جمعه سیزدهم     | جنا          |
| ۲۰۱۰ | نگهبان          | سارا         |
| ۲۰۱۲ | پیرانا سه‌بعدی‌دی | مادی         |

### سریال‌های تلویزیون
| سال         | نام                             |
| ----------- | ------------------------------- |
| ۲۰۰۳        | دنیای مالکوم                    |
| ۲۰۰۳        | سی‌اس‌آی                          |
| ۲۰۰۵        | قانون و نظم: واحد قربانیان ویژه |
| ۲۰۰۹        | آناتومی گری                     |
| ۲۰۱۰        | مرد خانواده                     |
| ۲۰۱۲        | گریم                            |
| ۲۰۰۵-تاکنون | استخوان‌ها                       |
| ۲۰۱۳        | مد من                           |
| ۲۰۱۳-۲۰۲۰   | تیر                             |
| ۲۰۱۴-۲۰۲۳   | فلش                             |